# Dallah (Mali)
Dallah è un comune rurale del Mali facente parte del circondario di Douentza, nella regione di Mopti.
Il comune è composto da 12 nuclei abitati:
- Aoussi
- Baraoussi
- Boumbam
- Boumbam Hiré
- Boussouma
- Dallah
- Diayel
- Dionki
- Hindé
- Siguiri
- Tebbi
- Torabani